# Cmentarz w Wilanowie

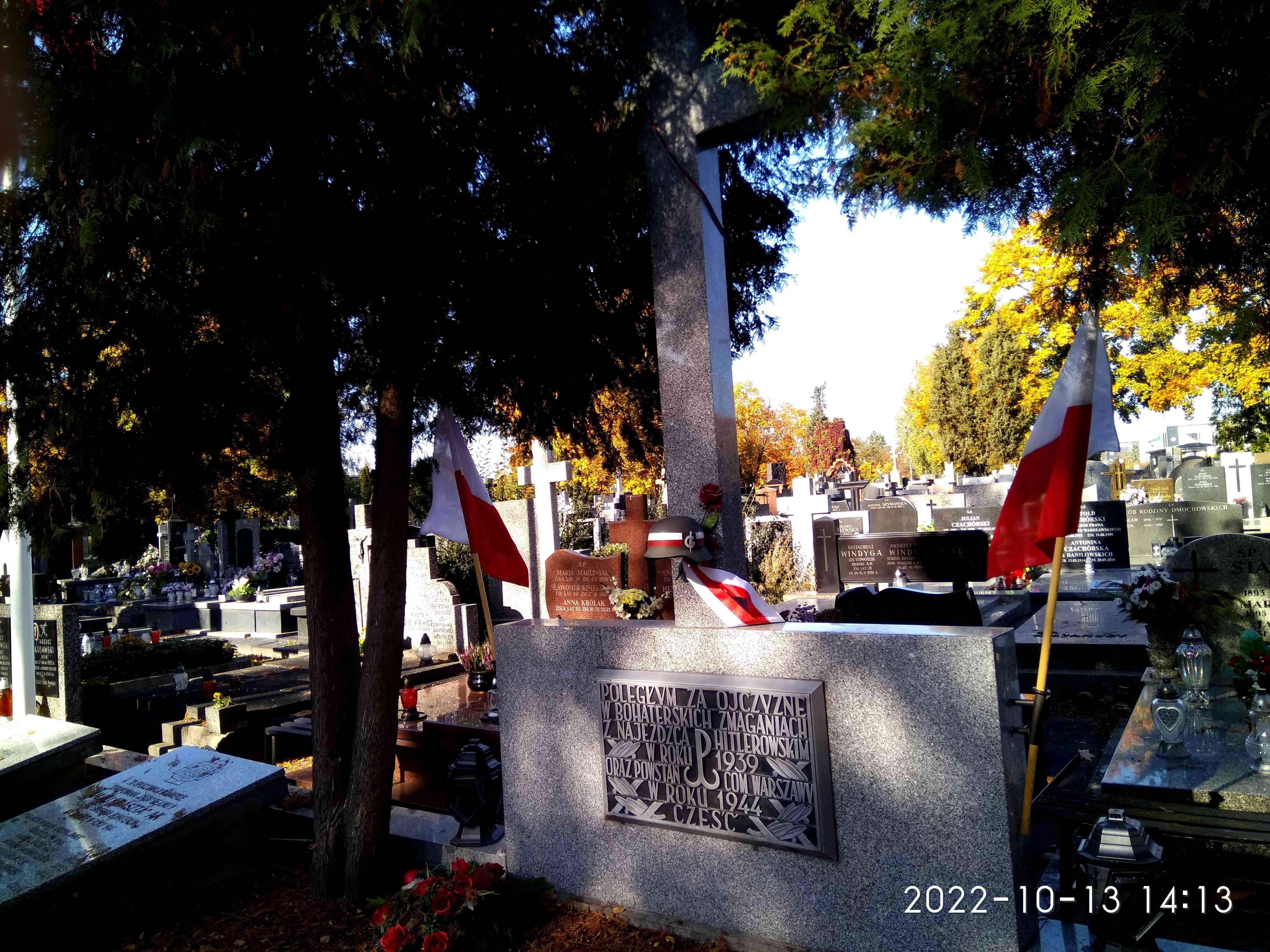
Pomnik żołnierzy poległych w latach 1939−1944

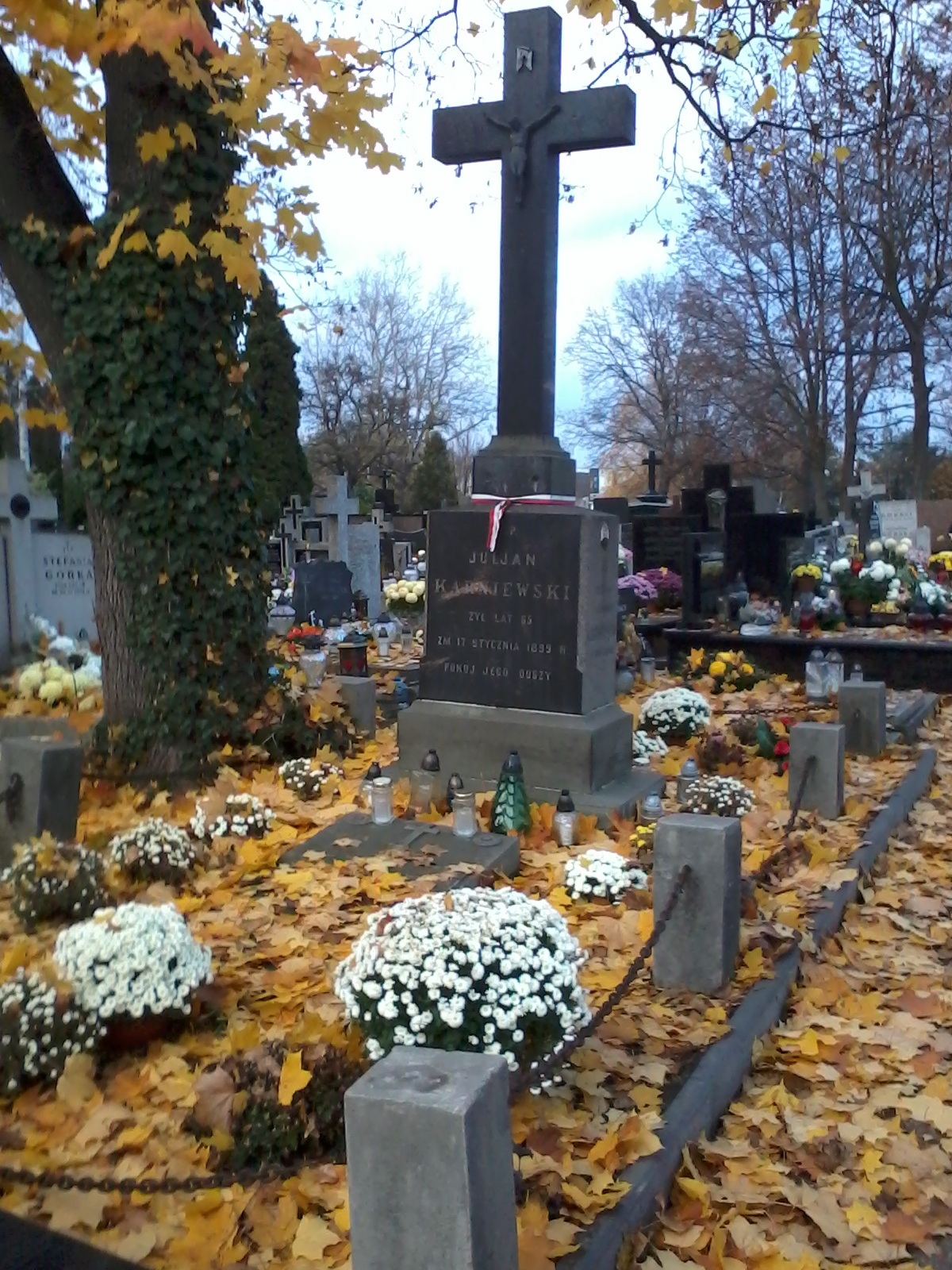
Nekropolia jesienią 2019 roku

Cmentarz w Wilanowie – rzymskokatolicki cmentarz znajdujący się w warszawskiej dzielnicy Wilanów, u zbiegu ulic Wiertniczej i Wilanowskiej.

## Historia
Cmentarz został założony z inicjatywy Stanisława Kostki, Aleksandra Stanisława Potockich i Aleksandry z Lubomirskich Potockiej w 1816. Początkowo był na planie koła z położoną pośrodku z neogotycką kaplicą-mauzoleum, która została wzniesiona w latach 1823–1824 według projektu Chrystiana Piotra Aignera. Znajdują się w niej groby Stanisława Kostki i Ignacego Potockich.
Cmentarz był wielokrotnie poszerzany. Po raz pierwszy uległ znacznemu poszerzeniu około 1860 kiedy to do okrągłego dotychczas cmentarza dodano ramiona nadając mu kształt krzyża greckiego. Ponownie teren cmentarza został powiększony w latach 1877–1888. Po raz ostatni został poszerzony na przełomie XX i XXI wieku.
Około 1860 cmentarz został ogrodzony kształtkami ceramicznymi według projektu Henryka Marconiego.
W 1947 Gerard Ciołek opracował plan regulacji i powiększenia cmentarza, który rozrastał się chaotycznie podczas wojny. Projektu nie zrealizowano.
Na cmentarzu zostali pochowani powstańcy roku 1863, żołnierze polegli we wrześniu 1939 i powstańcy warszawscy z 1944. Wśród grobów zbiorowych z okresu II wojny światowej znajdują się: 10 grobów kryjących ciała 73 żołnierzy 360 Pułku Piechoty, 32 groby kryjące ciała 171 powstańców warszawskich pułków Baszta (batalion Oaza) i Waligóra (pluton Grochów i dywizjon Jeleń) oraz groby kilkunastu cywilnych ofiar egzekucji przeprowadzonych przez Niemców na terenie Wilanowa.

## Pochowani na cmentarzu (m.in.)
- Kazimierz Augustowski (1916–2007) – ppłk WP, żołnierz podziemia
- Zygmunt Augustowski (1915–2008) – działacz podziemia niepodległościowego
- Marcin Barlik (1944–2018) – geodeta, prof. PW
- Matylda Zofia Bauer (1921–1979) – organizatorka polskiego harcerstwa w Afryce, wydawczyni „Głosu Harcerskiego”
- Włodzimierz Bednarski (1935−2020) − aktor
- Bogusław Bijak (1930-2011) – ksiądz archidiecezji warszawskiej, prałat, proboszcz, związany z ruchem ludowym
- Jan Błuszkowski (1940–2011) – socjolog, prof. UW
- Jan Bogdanowicz (1894–1967) – prof. pediatra
- Bohdan Bohonos (1920–2000) – pułkownik WP, komendant Oficerskiej Szkoły Topografów
- Tomasz Brandyk (1951–2009) – prof. SGGW, członek PAN
- Maria Branicka de Virion (1923–1989) – córka ostatniego właściciela Wilanowa hr. Adama Branickiego
- Andrzej Chiczewski (1930–1997) – dziennikarz, reżyser filmów dokumentalnych
- Kazimierz Adolf Czarnecki (1939–2006) – geodeta, prof. PW
- Janusz Dietrych (1907–2001) – specjalista teorii konstrukcji maszyn
- Jerzy Dowiat (1920–1982) – polski historyk (mediewista)
- Irena Ejsmond (1906–1990) – wyróżniona tytułem Sprawiedliwy wśród Narodów Świata
- Wojciech Fijałkowski (1927–2014) – historyk sztuki, muzeolog, varsavianista
- Ignacy Gepner (1931–1971) – harcmistrz
- Stanisław Gepner (1889–1965) – major WP, muzealnik, artysta malarz, rysownik, znawca historycznego umundurowania i uzbrojenia
- Przemysław Gintrowski (1951–2012) – kompozytor i muzyk
- Stanisław Grabau (1897–1976) – sędzia Sądu Najwyższego
- Mirosław Grochowski (1924–1981) – współzałożyciel i wieloletni prezes Spółdzielni Pracy Dom Mody „Astra” w Warszawie
- Edward Grzywa (1933–2014) – chemik, wykładowca Politechniki Warszawskiej, polityk, minister
- Anna Janicka „Anula” (1907–1996) – żołnierz AK, plutonowa Batalionu „Miotła”, trzykrotna dama Krzyża Walecznych
- Tadeusz Janicki ps. „Czarny” (1913–2004) – żołnierz AK, współorganizator i jeden z dowódców Batalionu „Miotła”, kawaler Orderu Virtuti Militari
- Roman Jankowski (1890–1984) – prekursor reklam neonowych
- Tadeusz Janczyk (1904–1990) – ekonomista, publicysta, działacz społeczny, polityczny, poseł na Sejm PRL I, III, IV i V kadencji
- Czesław Jaworski (1934–2018) – adwokat, w latach 1995–2001 prezes Naczelnej Rady Adwokackiej, redaktor naczelny miesięcznika „Palestra”
- Kazimierz Kamler (1907–1981) – architekt
- Bohdan Karczewski (1930–1978) – fizyk teoretyk
- Jan Kazimierczak (1910–2011) – pedagog, poseł na Sejm
- Mikołaj Kiss-Orski (1915–1976) – scenograf teatralny
- Maria Siwiak-Kobayashi (1943-2020) - polska lekarz, psychiatra[3]
- Ludwik Kołkowski (1918–2001) – docent Politechniki Warszawskiej
- Leopold Kołodziejczyk (1904–1986) – organista parafii Wilanów
- Jan Edward Kucharski (1914–1979) – literat
- Stefan Kurowski (1923–2011) – ekonomista, działacz polityczny, profesor
- Stanislaw Lechmirowicz ps. „Czart” (1924–1984) – podporucznik AK, powstaniec warszawski, więzień polityczny stalinizmu
- Czesław Mackiewicz (1905–1977) – działacz polonijny na Litwie kowieńskiej
- Stanisław Marcinów (1901–1980) – rzeźbiarz
- Ludmiła Marjańska (1923–2005) – poetka, prozaiczka i tłumaczka literatury angielskiej
- Joanna Mikulska-Meder (1948–2009) – dr hab. med., zastępca dyrektora Instytutu Psychiatrii i Neurologii
- Alicja Migulanka (1932–1990) – aktorka
- Hanna Mukarkar (1929–2012) – tłumacz, dziennikarz Programu Polskiego Radia dla Zagranicy (kierownik Redakcji Arabskiej)
- Henryk Musiałowicz (1914–2015) – artysta malarz
- Józef Niedźwiedzki (1928–2011) – rzeźbiarz, znawca i kolekcjoner dzieł sztuki dawnej
- Czesław Ostrowski (1925–2008) – mistrz krawiecki, założyciel warszawskiej Pracowni Krawieckiej „Ostrowscy” w 1950 r.
- Eugeniusz Paciorkiewicz (1911–1968) – ksiądz rzymskokatolicki, proboszcz, kapelan AK, powstaniec warszawski[4]
- Ryszard Paciorkowski (1908–1981) – ksiądz rzymskokatolicki, profesor zwyczajny, teolog, wykładowca akademicki[5]
- Leon Julian Padlewski (1870–1943) – profesor, bakteriolog
- Roman Padlewski (1915–1944) – kompozytor, pianista, muzykolog, skrzypek, dyrygent, krytyk muzyczny, podporucznik, powstaniec warszawski
- Stanisław Padykuła (1946–2001) – polityk, urzędnik państwowy, inżynier, poseł na Sejm PRL X kadencji
- Romuald Paszkiewicz (1941–2003) – siatkarz, trener, olimpijczyk z Meksyku 1968
- Wiktor Pełka (1913–1996) – pilot
- Felicjan Zygmunt Piątkowski (1908–2004) – prof. Politechniki Warszawskiej, kartograf i poligraf
- Maria Piotrowska-Zalewska (1931–1997) – polska reżyserka dubbingu
- Andrzej Jerzy Piotrowski (1934–1978) – reżyser filmowy
- Bolesław Płotnicki (1913–1988) – aktor
- Urszula Płowiec (1933–2011) – ekonomistka
- Ignacy Potocki (1750–1809) – polityk, pisarz, działacz patriotyczny
- Stanisław Kostka Potocki (1755–1821) – polityk, działacz oświatowy
- Adam Procki (1909–1990) – rzeźbiarz
- Anna Przecławska (1929–2010) – profesor pedagogiki
- Anna Radziwiłł (1939–2009) – pedagog, historyk, senator I kadencji, była wiceminister edukacji
- Janusz Franciszek Radziwiłł (1880–1967) – polski polityk konserwatywny, w latach 1935–1939 senator II Rzeczypospolitej, XIII ordynat na Ołyce, pretendent do tronu polskiego i litewskiego
- Krzysztof Mikołaj Radziwiłł (1898–1986) – arystokrata polski, książę, ziemianin, działacz polityczny, senator RP, poseł na Sejm Ustawodawczy
- Gabriel Rechowicz (1920–2010) – artysta plastyk
- Stanisław Riess de Riesenhorst (1887–1944) – pułkownik kawalerii Wojska Polskiego
- Mikołaj Roguet (zm. 1855) – inspektor Głównej Fabryki Rządowej Tabaki i Tytoniu w Siedlcach
- Jerzy Sado (1941–2005) – prof. Politechniki Warszawskiej
- Aleksander Sarkisow (1909–1994) – ppłk WP, nauczyciel akademicki
- Tadeusz Sąsara (1937-2018) – Honorowy Prezes Polskiego Związku Piłki Siatkowej
- Ireneusz Sekuła (1943–2000) – polityk, wicepremier (1988–1989)
- Tadeusz Somogi (1922–2009) – aktor
- Czesław Somorowski (1930–2004) – profesor dr hab., specjalista melioracji wodnych
- Ligia Sopoćko (1915–1989) – nauczycielka tajnego nauczania, łączniczka sztabu Wojskowej Służby Ochrony Powstania
- Zygmunt Szkudelski (1919–1967) – porucznik AK, był zastępcą dowódcy oddziału „Dawid” w Okręgu Polesie AK, kawaler Orderu Virtuti Militari
- Jerzy Szmajdziński (1952–2010) – polityk, minister obrony (2001–2005), wicemarszałek Sejmu (2007–2010)
- Bogdan Szymkowski (1909–1984) – aktor
- Jerzy Świderski (1929-2017) – polski lekarz, prof. dr hab., uczestnik powstania warszawskiego[6][7]
- Mateusz Święcicki (1933–1985) – kompozytor, aranżer, publicysta i dziennikarz radiowy
- Bogdan Tyszkiewicz (1954–2005) – działacz sportowy i samorządowy
- Mariusz Walter (1937–2022) – przedsiębiorca, współzałożyciel Grupy ITI[8]
- Halina Wasilewska-Trenkner (1942–2017) – minister finansów w rządzie Jerzego Buzka, członkini Rady Polityki Pieniężnej II kadencji w latach 2004–2010, doktor nauk ekonomicznych, pracownik naukowy Szkoły Głównej Handlowej, wykładowca w Wyższej Szkole Przedsiębiorczości i Zarządzania im. Leona Koźmińskiego
- Jan Wejchert (1950–2009) – przedsiębiorca, współzałożyciel Grupy ITI
- Wojciech Wiesiołłowski (1939–1995) – tancerz baletu klasycznego, choreograf, pedagog
- Roman Wilhelmi (1936–1991) – aktor
- Elżbieta Zdzienicka (1948–2012) – neurolog genetyk
- Rajmund Ziemski (1930–2005) – malarz

## Galeria

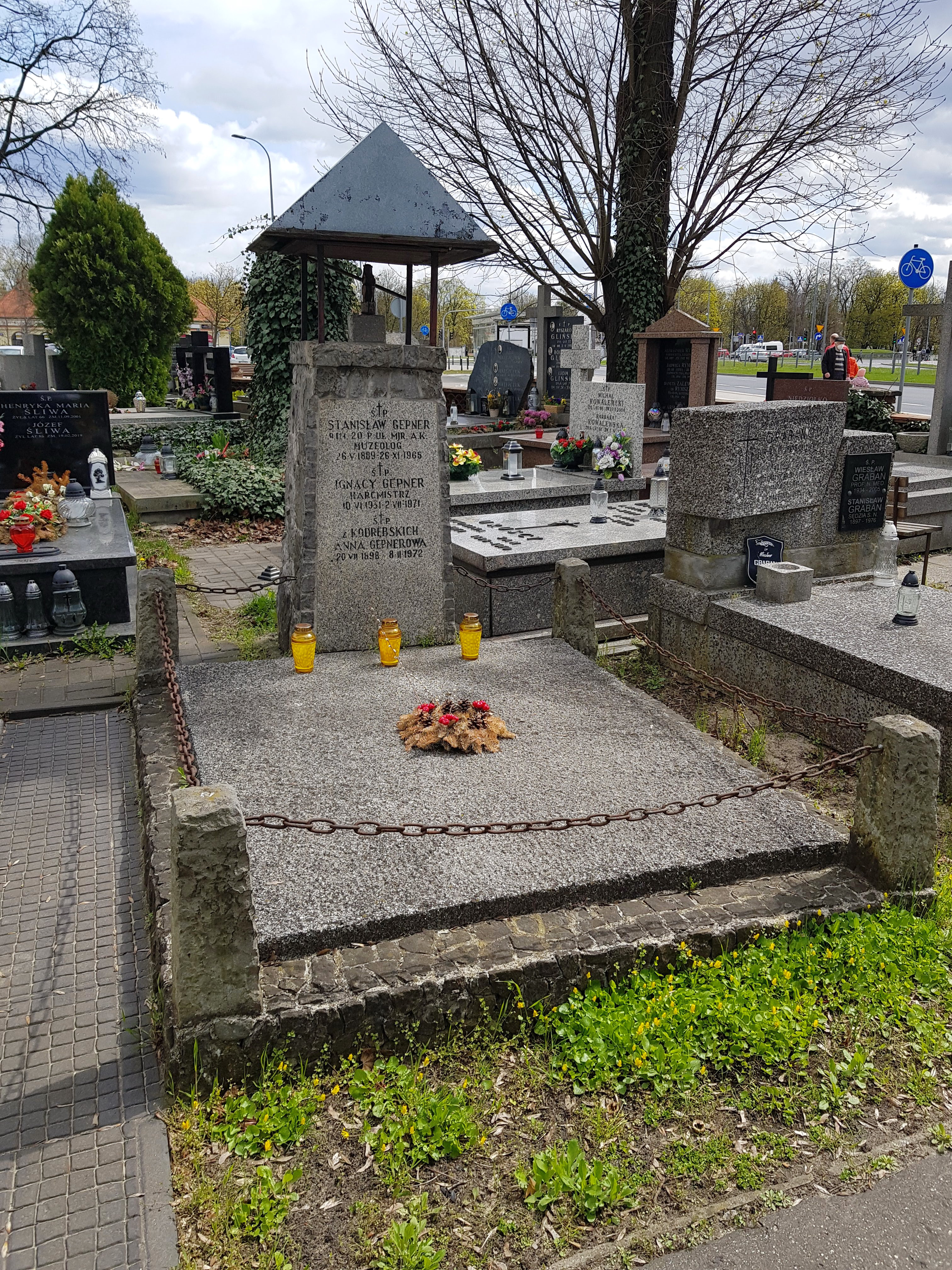
Grób Stanisława Gepnera
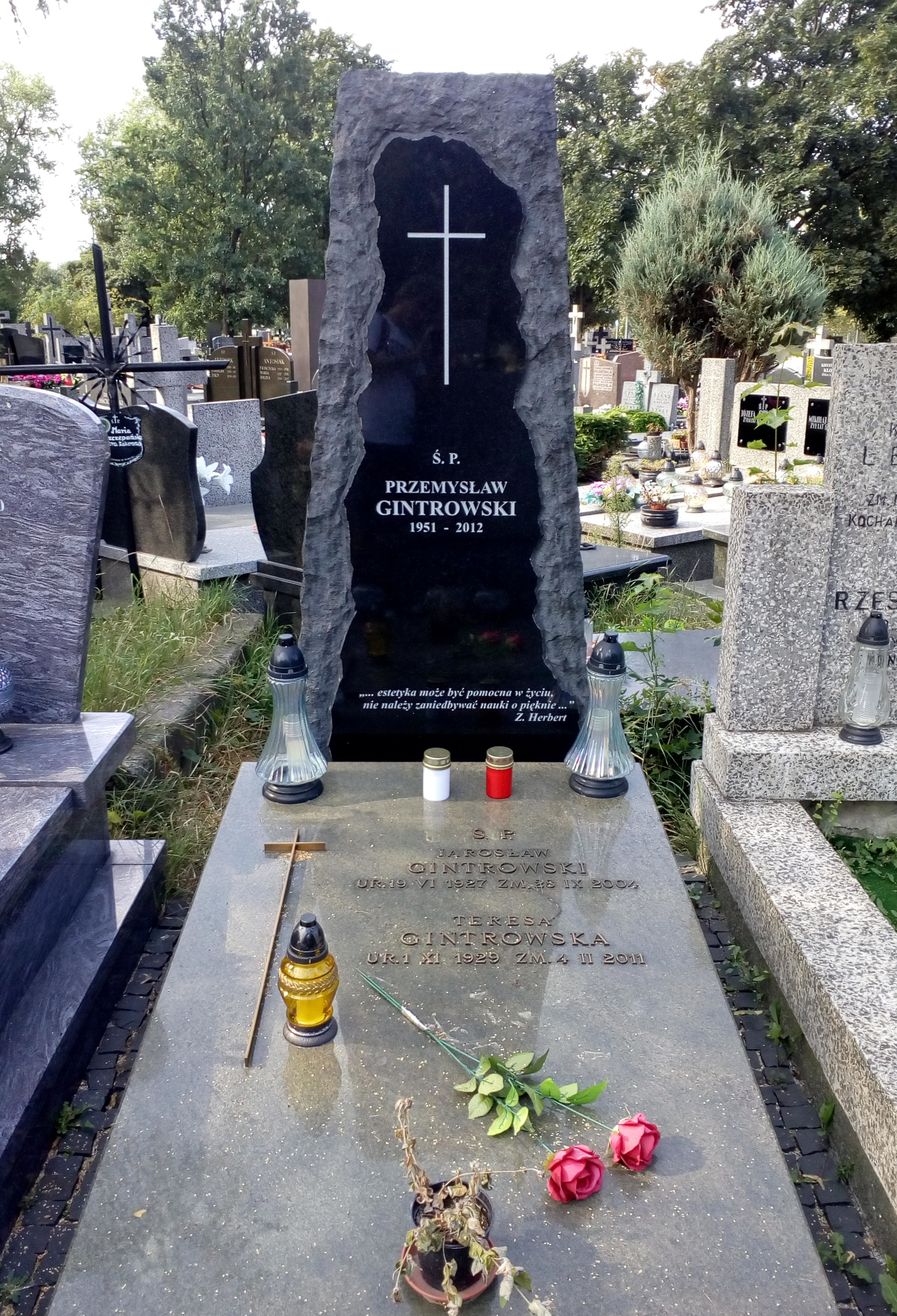
Grób Przemysława Gintrowskiego
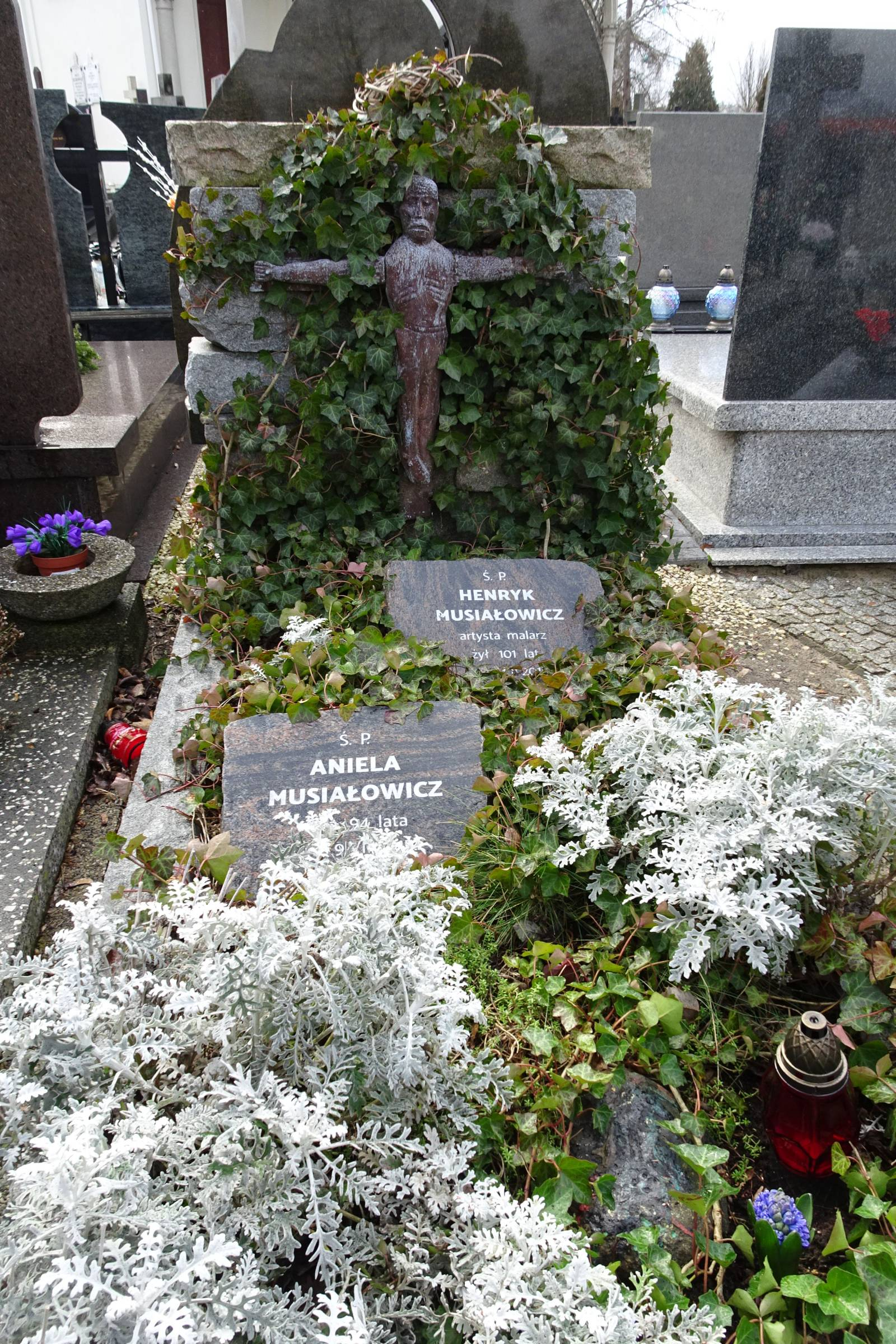
Grób Henryka Musiałowicza
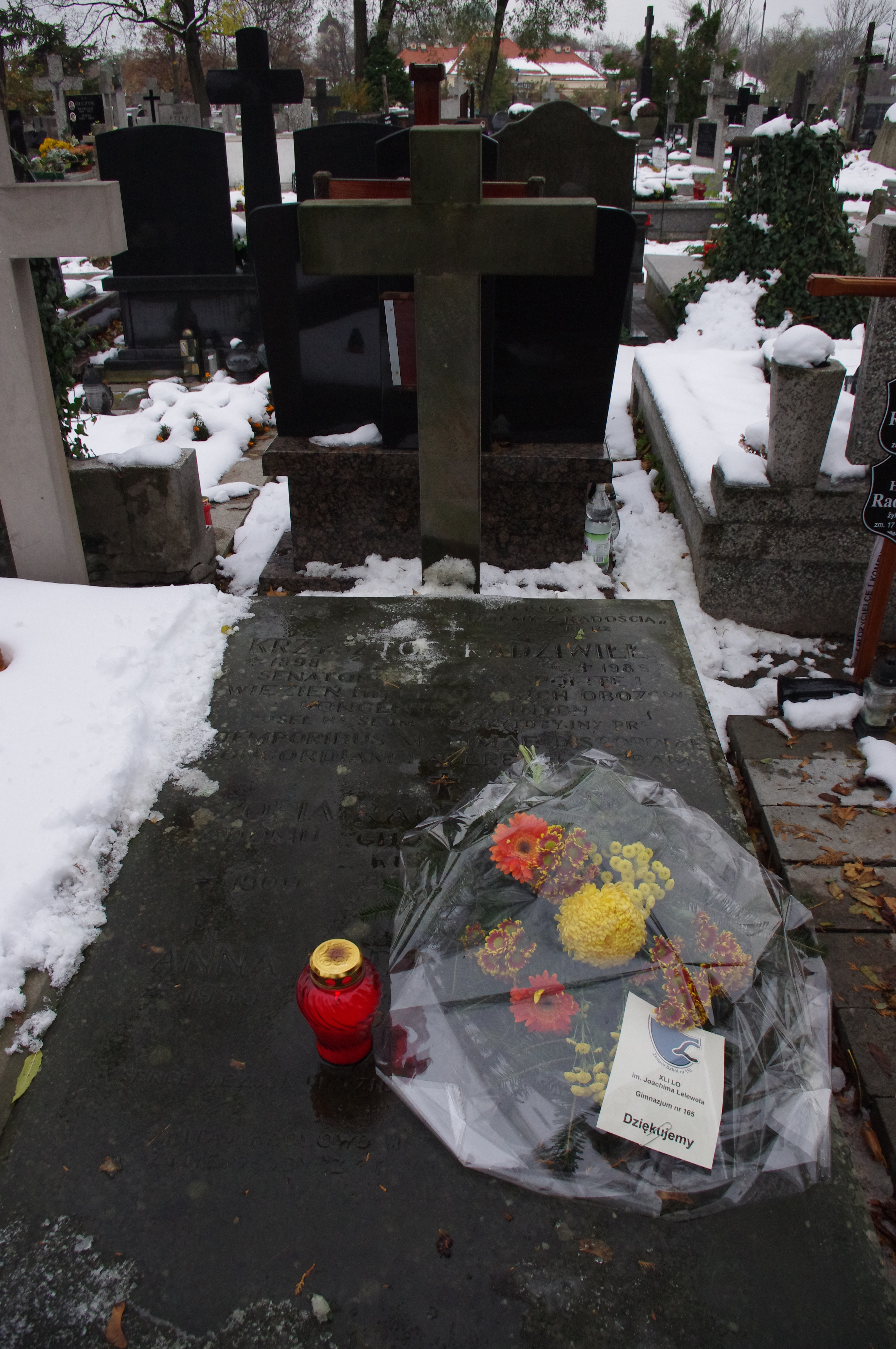
Grób Krzysztofa Mikołaja Radziwiłła
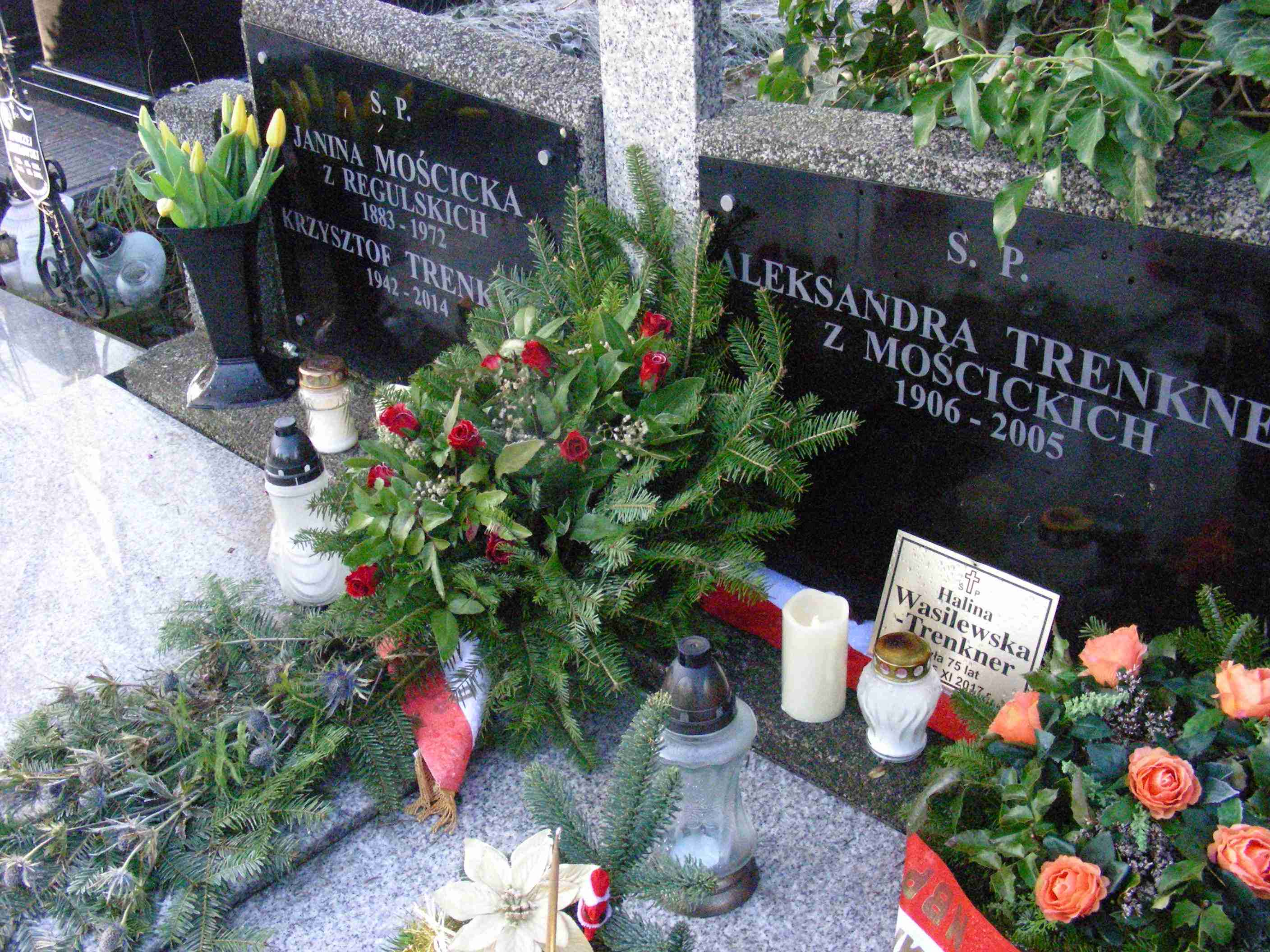
Grób Haliny Wasilewskiej-Trenkner
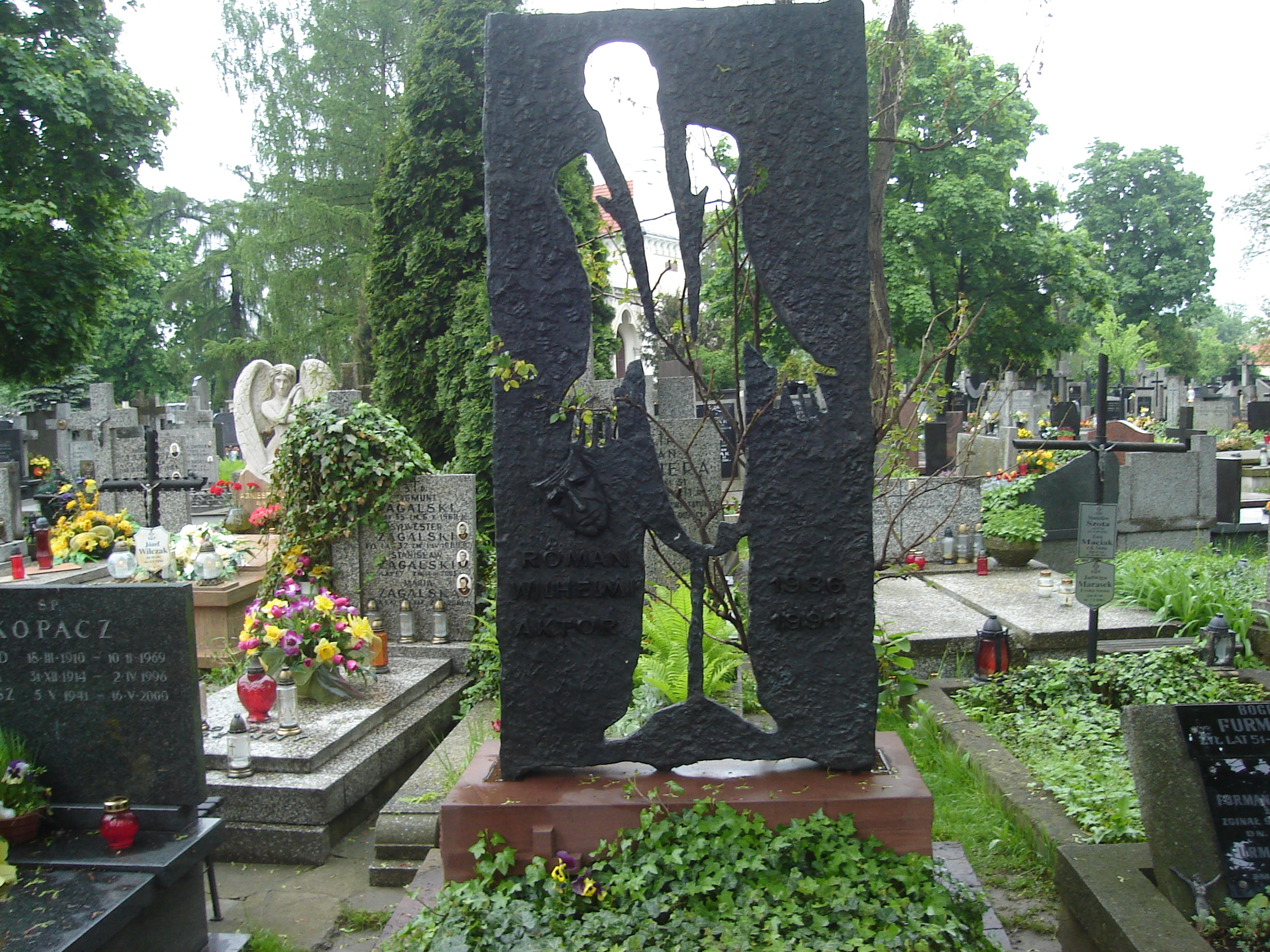
Grób Romana Wilhelmiego